# 문성공주

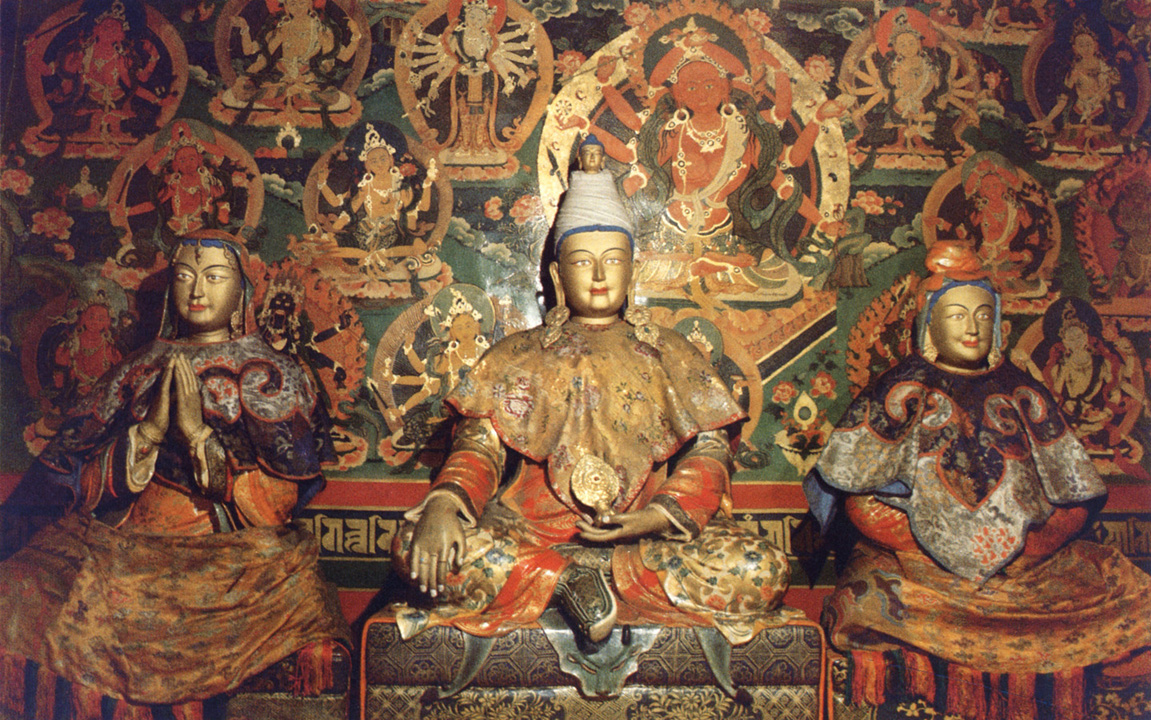
브리쿠티(좌)-송첸캄포(中)-문성공주(우)

문성공주(중국어: 文成公主, 623년경 ~ 680년)는 당나라의 공주로 토번이라 일컫는 티베트 송첸캄포 왕의 제2왕비이다. 640년 토번으로 시집가 40여년간 그곳에서 살면서 두 나라의 우호와 티베트족의 문화 발전에 기여했다. 독실한 불교신자로, 송첸캄포의 제1왕비 '브리쿠티 데비'와 함께 티베트에 불교를 소개했다고 전한다.

## 생애

### 결혼 과정
634년, 송첸캄포왕은 당나라의 선진적인 문물과 문화를 받아들이기 위한 방법을 논의하였고, 가르통첸은 당나라의 황제에게 혼인을 청할 것을 권했다. 이에 따라 송첸캄포는 당나라에 사절단을 파견하여 국혼을 하고자 한다는 의향을 전달하였지만 거절당하였다. 마침 당나라는 돌궐에 형양공주를, 토욕혼에 홍화공주를 시집보내기로 한 상황이었고, 당나라에 크게 위협이 되지 않는 토번의 혼인 요청을 완곡하게 거절하였다. 송첸캄포의 구혼이 실패로 돌아가자 질책받을 것을 두려워한 사절단은 토번에 돌아와 토욕혼이 사이를 이간질하여 허락을 받지 못했다고 거짓말을 했다. 대노한 송첸캄포는 638년 작은 충돌을 이유로 토욕혼을 공격하였고, 당나라에도 공주를 내놓지 않으면 당나라를 정벌하겠다고 선포했다. 실제로 송첸캄포는 25만의 군사를 이끌고 송주(지금의 쓰촨성 쑹판현)까지 진격했다. 태종은 병부상서 후군집을 보내 토번의 군사를 물리치는 데 성공했으나, 이 일로 태종과 송첸캄포는 서로의 국력을 무시할 수 없음을 깨달았다. 송첸캄포는 640년, 황금 오천 냥 및 수백 가지의 진귀한 보물과 함께 가르통첸을 장안에 보내 화친을 요청하고 자신을 대신해 구혼하게 하였고, 이 청혼 장면은 염립본이 그린 〈보연도〉라는 그림으로 남아 있다. 장족의 전설에 따르면 당시 장안에는 각국에서 찾아온 구혼 사자가 무척 많았는데 태종은 이들 사자에게 난제(難題)를 풀게 하였다. 가르통첸은 태종이 낸 난제를 모두 풀었고 태종은 결국 문성공주를 토번으로 시집보내기로 결정했다.

### 토번의 왕비
문성공주는 본래 황족 출신이 아니었으나, 어려서 부친과 함께 궁중에 들어갔다가 당 태종의 눈에 띄어 문성공주로 책봉되고 후궁에서 지내게 되었다. 혼사가 결정되었을 당시 공주는 스물 세 살로 외모가 아름다웠으며 총명하고 재주가 뛰어나, 천문과 지리에 정통하고 점을 칠 줄 알았으며 불교예도 조예가 깊었다. 문성공주는 자신이 토번에 시집가야 한다는 사실에 처음에는 실망하였으나 가르통첸에게서 어떤 나라인지 자세히 듣고 충분한 준비를 하였다. 그녀는 자신의 혼인이 한족의 문물을 토번에 전수하는 의미있는 일임을 알고 있었기에 사서오경과 아상가의 《유가사지론》, 《예림삼백육십법보감》(藝林三百六十法寶鑒), 《공예 육십법》(工藝六十法)을 비롯한 방대한 양의 서적과 석가모니 불상 등을 가지고 가기로 했고, 토번의 풍토에서도 견딜 수 있는 순무 종자 등도 챙겼다. 또한 공주의 혼수에는 토번에 없는 곡물, 과일, 채소 종자와 누에 종자 등도 포함되었으며 의약품과 공구 등도 있었다. 공주는 유모와 수행원 일가를 비롯해 장인, 요리사, 호위병 등도 데려갔다. 태종은 예부상서 강하왕 이도종에게 공주를 호위하도록 했고, 641년, 문성공주는 이도종의 호위 하에 토번으로 향했다. 장안에서 토번까지 가려면 큰 강을 건너야 했는데 강의 물살이 완만해지는 시기가 겨울이었던 터라 공주 일행은 한겨울에 길을 떠나야 했다. 청해에 다다른 공주는 다음과 같은 시를 남겼다.
| “ | 천하의 강물이 모두 동쪽으로 흘러가건만, 나만 홀로 서쪽으로 가는구나. | ” |

공주 일행이 토번의 변경인 하원에 도착하자 송첸캄포는 라싸 근방까지 마중나가 영접을 하였다. 그는 당나라의 사위임을 나타내기 위하여 당나라에서 보내온 옷을 입었는데 이로써 한족의 옷을 입은 최초의 토번 사람이 되었다. 손챈감포와 문성공주는 백해(지금의 칭하이성 찰릉호)에서 혼례를 치렀고 이도종은 당나라로 돌아갔다. 토번의 백성들은 명절에 입는 옷차림을 하고 춤과 노래로 공주를 열렬하게 환영했다.
송첸캄포는 공주가 당나라에서 가져온 서적과 당나라 장인들의 기술의 도움을 받아 포탈라궁을 지었다. 또 손챈감포는 불교 신자인 공주의 영향으로 불교를 제창하고 대소사(大昭寺)라는 절을 지었다. 대소사를 지을 때 공주는 문을 서쪽으로 내어 서역에서 경전을 구하는 것을 상징하게 했다고 전한다. 대소사 앞에 당나라에서 가져온 버드나무를 심었는데 사람들은 이를 당류(唐柳), 또는 공주류(公主柳)라고 불렀다. 건축 외에도 공주는 토번에 당나라의 여러 문물을 전파했는데 토번 사람들에게 농업 기술을 전수하여 농작물의 수확량을 크게 늘려 주었으며 토번의 부녀자들에게 길쌈을 가르쳐 야크 가죽과 털이 아닌 얇고 가벼운 옷을 입을 수 있게 했다. 공주가 당나라의 장인들에게 만들게 한 물방아로 토번 사람들은 수력을 이용할 수 있게 되었으며, 공식적인 역법이 존재하지 않았던 토번은 공주의 소개로 당의 천문역법인 육십갑자를 사용하게 되었다. 또한 공주가 데려온 악사들은 당의 음악을 알렸으며, 문사(文士)들은 토번의 대신과 귀족 자제를 가르쳤다. 송첸캄포는 토번의 귀족 자제를 장안으로 보내 학문을 배우게 했고 당나라도 많은 학자와 장인들을 토번에 파견해 문화를 전수하게 했다.
649년 태종의 뒤를 이어 즉위한 고종은 송첸캄포에게 부마도위로 제수하고 서해군왕(西海郡王)에 봉하였다. 송첸캄포가 고종에게 충성을 표하고 태종의 영전에 열 다섯 종의 보석을 헌상하자 고종은 그를 빈왕(賓王)으로 진봉하고 비단 3천 필을 하사했다. 649년 송첸캄포가 병사한 뒤에도 공주는 당나라로 돌아가지 않고 토번에 남았다. 680년 문성공주가 세상을 떠나자 토번은 성대하게 장례를 치르고 그녀를 송첸캄포의 묘에 합장시켰으며 이를 역사에 기록했다. 문성공주는 한족과 티베트족의 우의에 지대한 공헌을 하였다고 평가받고 있으며 여전히 그녀에 관한 민가, 회곡 등이 남아 있다. 현대로는 문성공주를 타라의 화신으로 보는 견해도 있다. 현재 포탈라궁 내부의 법왕동(法王洞)에는 송첸캄포, 가르통첸과 함께 문성공주의 채색 조각상이 남아 있으며, 대소사에는 공주가 가져온 석가모니 불상 외에도 송첸캄포와 문성공주의 조각상이 있다.

## 일화
문성공주가 시집갈 때 태종은 그녀에게 고향이 그리워지면 보라고 일월보경(日月寶鏡)을 하사했다. 토번으로 가던 도중 츠링산(赤嶺山) 근방에서 고향 생각이 난 공주는 일월보경을 꺼내게 했는데 대의를 생각하여 보경을 보지 않고 산 아래에 던져 깨뜨렸다. 후세 사람들은 공주를 기리기 위해 산의 이름을 르웨산(日月山)이라고 바꾸었다..

## 같이 보기
- 송첸캄포
- 가르통첸